# Kocourekia clavigera
Kocourekia clavigera is een vliesvleugelig insect uit de familie Eulophidae. De wetenschappelijke naam is voor het eerst geldig gepubliceerd in 1977 door Boucek.